# Капелле (громада)
Капелле (нід. Kapelle) — громада в провінції Зеландія (Нідерланди). Адміністративний центр — місто Капелле.
Крим нього до складу громади входять села Вемелдінге та Схоре, а також селища Бізелінге та Еверсдейк.

## Географія
Територія громади займає 49,63 км², з яких 37,13 км² — суша і 12,5 км² — водна поверхня. Станом на лютий 2020 року у громаді мешкає 12 697 осіб.